# El Escorial (Argentine)
Pour les articles homonymes, voir Escurial (homonymie).
El Escorial est une localité rurale argentine située dans le département de Gastre, dans la province de Chubut.

## Démographie
La localité compte 89 habitants (Indec, 2010), ce qui représente une augmentation de 74 % par rapport au précédent recensement qui comptait 51 habitants (Indec, 2001).